# Eudy Simelane
Eudy Simelane (KwaThema, 11 de març de 1977 - KwaThema, 27 d'abril de 2008) va ser una futbolista sud-africana, que va jugar internacionament amb la selecció de Sud-àfrica. Va ser violada i assassinada per la seva orientació sexual LGBT a la seva ciutat natal.

## Trajectòria
Nascuda l'11 de març de 1977 a la localitat de KwaThema, a la província de Gauteng, a Sud-àfrica, va jugar com a migcampista al Springs Home Sweepers FC i a la selecció de Sud-àfrica. També va entrenar quatre equips i estava estudiant per ser àrbitra.

## Mort
El 27 d'abril de 2008 es va trobar el seu cadàver parcialment despullat en un rierol de KwaThema. Havia estat segrestada, violada en grup, colpejada i apunyalada fins a 27 vegades a la cara, el pit i les cames. Va ser una de les primeres dones a viure obertament com a lesbiana a KwaThema. Un informe de l'ONG internacional ActionAid, amb el suport de la Comissió de Drets Humans de Sud-àfrica, va suggerir que el seu assassinat va ser un delicte d'odi comès contra ella a causa de la seva orientació sexual. Segons The Triangle Project, organització local en pro dels drets de lesbianes, gais, bisexuals i transsexuals, la pràctica de la «violació correctiva» està molt estesa a Sud-àfrica, per la qual els homes violen lesbianes suposadament per «curar-les» de la seva orientació sexual.
L'11 de febrer de 2009 va començar el judici contra quatre presumptes agressors a Delmas, Mpumalanga. Un dels quatre presumptes agressors es va declarar culpable de la violació i assassinat i va ser condemnat a 32 anys de presó. El setembre de 2009, un altre va ser condemnat per assassinat, violació i robatori, i condemnat a cadena perpètua més 35 anys, però els dos acusats restants van ser absolts.

## Honors
En honor seu, el 2009 es va erigir un pont en miniatura a KwaThema.